# Tamás Deutsch (polityk)

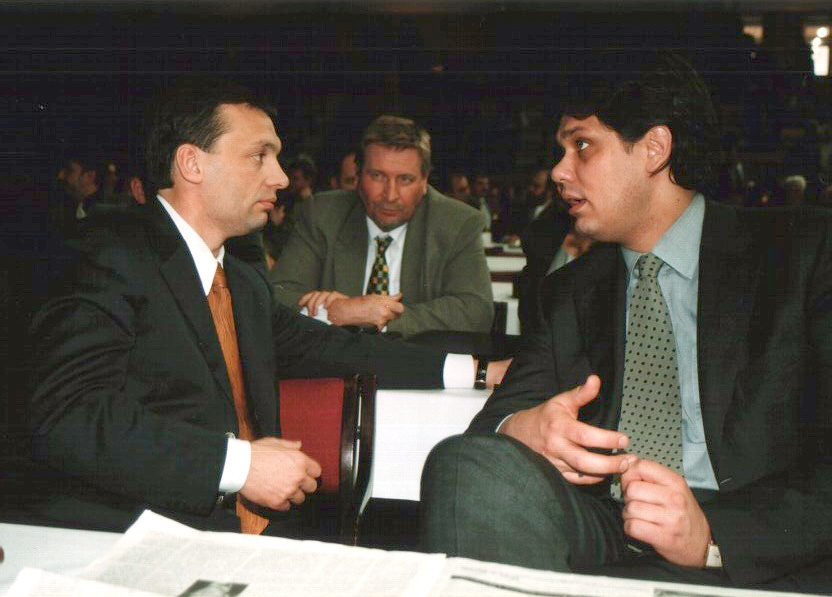
Tamás Deutsch (z prawej) w rozmowie z Viktorem Orbánem (2000)

Tamás Deutsch (ur. 27 lipca 1966 w Budapeszcie) – węgierski polityk i prawnik, poseł do Parlamentu Europejskiego VII, VIII, IX i X kadencji.

## Życiorys
Ukończył studia prawnicze na Uniwersytecie im. Loránda Eötvösa w Budapeszcie. W 1988 był wśród założycieli Związku Młodych Demokratów, na bazie którego powstała partia Fidesz, brał udział w wydarzeniach Jesieni Ludów m.in. w Pradze.
Od 1990 do 2009 był posłem do Zgromadzenia Narodowego. Od stycznia 1999 do maja 2002 zajmował stanowisko ministra ds. młodzieży i sportu.
W wyborach europejskich w 2009 uzyskał mandat deputowanego do Parlamentu Europejskiego. Został członkiem grupy chadeckiej i wiceprzewodniczącym Komisji Kontroli Budżetowej. W 2014, 2019 i 2024 z powodzeniem ubiegał się o europarlamentarną reelekcję.